# Alexander Lodewijk Schoenmaeckers
Jan Alexander Lodewijk Schoenmaeckers (* 28. Januar 1814 in Amby; † 29. Mai 1856 ebenda) war ein deutsch/niederländischer Gutsbesitzer und Politiker.

## Leben
Schoenmaeckers war der Sohn des Gutsbesitzers Martin Jakob Schoenmaeckers. Er war katholischer Konfession und heiratete 1846. Er lebte als Großgrundbesitzer auf dem Landgut Bergerstraat in Amby. Dieses gehörte von 1839 bis 1866 zum Herzogtum Limburg. Dieses war gleichzeitig Teil des Königreichs der Niederlande und des Deutschen Bundes. Die Einwohner wählten keine Vertreter in das niederländische Parlament, wohl aber 1848 zwei Vertreter in die Frankfurter Nationalversammlung. Schoenmaeckers vertrat vom 5. Juni 1848 bis zum 24. Mai 1849 den Wahlkreis Limburg (Valkenburg) in der Nationalversammlung. Dort blieb er fraktionslos und stimmte (wie auch der andere Vertreter Limburgs, Jan Lodewijk van Scherpenzeel Heusch) für die Integration des Herzogtums in den zu gründenden deutschen Nationalstaat.
Von 1852 bis 1856 war er Mitglied der Provinzialstaaten des Herzogtums Limburg.